# Sphenophryne
Sphenophryne es un género de anfibios anuros de la familia Microhylidae. Las ranas de este género son endémicas de Nueva Guinea. Hasta 2017 solo incluía a Sphenophryne cornuta pero un estudio determino que los géneros Genyophryne, Liophryne y Oxydactyla también son parte de Sphenophryne.

## Especies
Se reconocen las siguientes 14 especies:
- Sphenophryne allisoni (Zweifel, 2000)
- Sphenophryne brevicrus (Van Kampen, 1913)
- Sphenophryne coggeri (Zweifel, 2000)
- Sphenophryne cornuta Peters & Doria, 1878
- Sphenophryne crassa Zweifel, 1956
- Sphenophryne dentata Tyler & Menzies, 1971
- Sphenophryne magnitympanum (Kraus & Allison, 2009)
- Sphenophryne miniafia (Kraus, 2014)
- Sphenophryne rhododactyla (Boulenger, 1897)
- Sphenophryne rubra (Zweifel, 2000)
- Sphenophryne schlaginhaufeni Wandolleck, 1911
- Sphenophryne similis (Zweifel, 2000)
- Sphenophryne stenodactyla (Zweifel, 2000)
- Sphenophryne thomsoni (Boulenger, 1890)